# NGC 7465
NGC 7465 este o galaxie situată în constelația Pegas. A fost descoperită în 16 octombrie 1784 de către William Herschel. Se află la o distanță de 29,3 de megaparseci de Pământ.